# 魏諷
魏 諷（ぎ ふう、? - 219年）は、中国後漢末期の政治家。字は子京（文献によっては「子慶」）。出身は『三国志』武帝紀の注に引く『世語』（『魏晋世語』）によると、豫州沛国の人。ただし、同じく注に引く『家誠』では兗州済陰郡の人とする。

## 反乱未遂事件
才知に優れ、鄴で名を知られていた魏諷は、鍾繇に推挙されて曹操に仕え、西曹掾に任命された。官吏としても名声を得たため、多くの高官や名士が魏諷と交際したという。しかし、その一方で少数ながら魏諷の人物を批判する意見もあった。例えば、傅巽は魏諷が必ず謀叛を起こすと予言し（『三国志』劉表伝の注に引く『傅子』）、劉廙も徒党を組むのに熱心で、内実が伴わない人間だと評している（『三国志』劉廙伝の注に引く『劉廙別伝』）。また劉曄は魏諷・孟達を一見するや、いずれも謀反を起こすに違いないと言った。結局その言葉通りとなった（『三国志』劉曄伝の注に引く『傅子』）。
219年夏5月、曹操は遠征していた漢中から撤退し長安に滞在しており、まだ鄴に帰還していなかった。また同年の秋7月、荊州で劉備軍の関羽が曹仁の守る樊城を包囲し、さらに同8月には援軍の于禁が破られ、降伏するという事件が起こっていた。同9月、魏諷は鄴の守りが手薄であることに乗じ、長楽衛尉である陳禕らと共にクーデターを起こそうと企てたが、陳禕が曹丕に密告したために露見し、捕らえられ誅殺された。
この反乱未遂事件では、数十名が共謀罪で処刑されたが、その中には多くの名門・高官の子息がいた。宋忠の子、王粲（建安七子の1人）の二子、劉廙の弟劉偉、張繡の子張泉などがおり、皆誅殺された（『三国志』尹黙伝・王粲伝・張繡伝・劉廙伝）。また、処刑はされなかったものの、連座して処分を受けた者もいた。以前、魏諷を推挙した鍾繇は責任を問われて免職になり（『三国志』武帝紀）、楊俊は反乱を事前に察知できなかった責任を取り、辞任を申し出ている（楊俊伝・徐奕伝）。なお、劉廙が弟のために連座するところであったが、曹操から特別に許され、騎将文稷の子である文欽も疑いをかけられたが、父の功績により誅殺を免れた（『三国志』毌丘倹伝の引く『魏書』より）。
なお、小説『三国志演義』には登場しない。